# 梅普爾頓 (緬因州)
梅普爾頓（英語：Mapleton）是一個位於美國緬因州阿魯斯圖克縣的市鎮。

## 人口
根據2020年美國人口普查的數據，梅普爾頓的面積為88.94平方千米，當中陸地面積為87.98平方千米，而水域面積為0.96平方千米。當地共有人口1886人，而人口密度為每平方千米21人。